# Reichenstraße 17 (Quedlinburg)

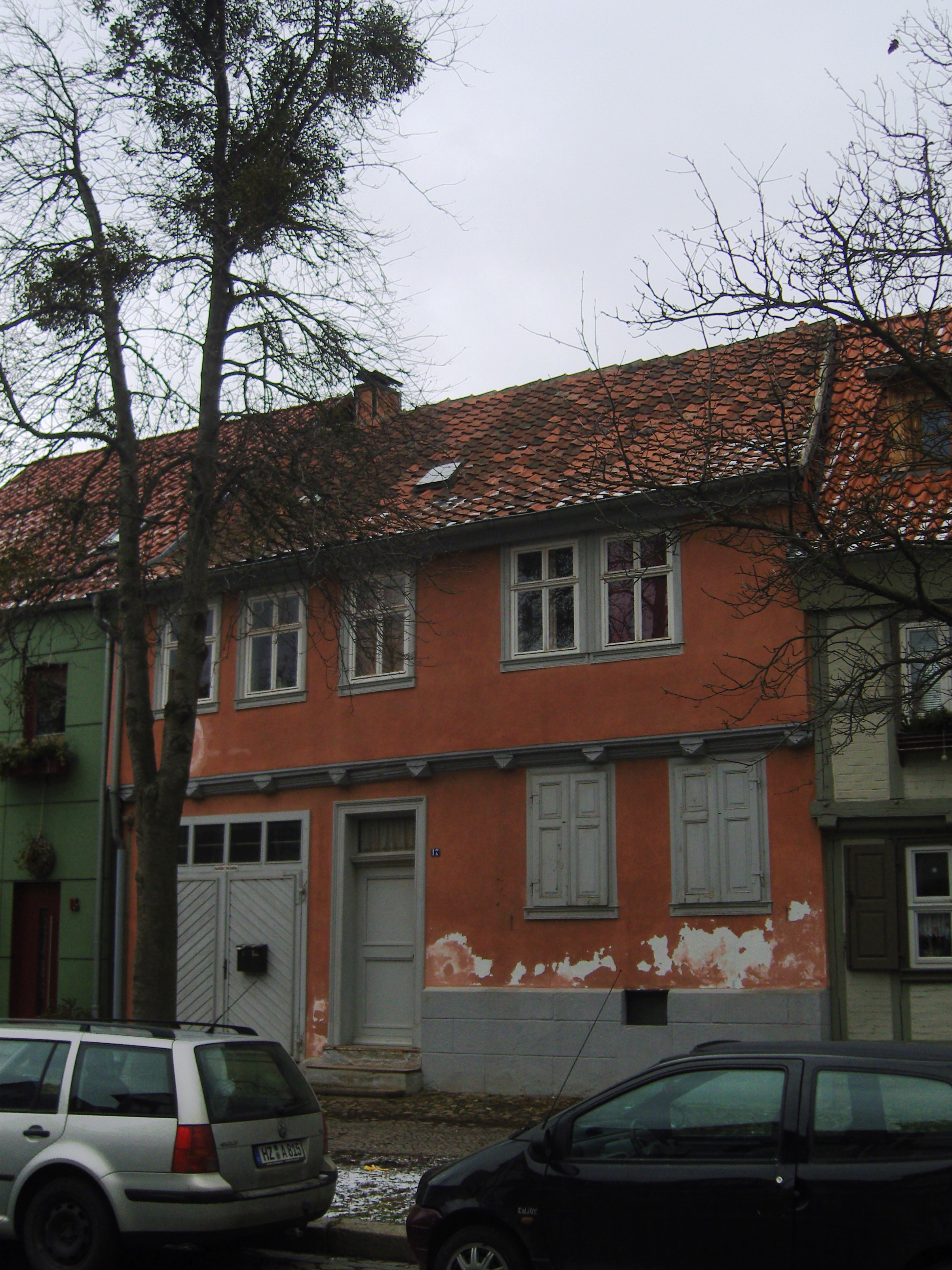
Haus Reichenstraße 17

Das Haus Reichenstraße 17 ist ein denkmalgeschütztes Gebäude in der Stadt Quedlinburg in Sachsen-Anhalt.

## Lage
Es befindet sich im nördlichen Teil der historischen Quedlinburger Neustadt und gehört zum UNESCO-Weltkulturerbe. Das Gebäude ist im Quedlinburger Denkmalverzeichnis als Wohnhaus eingetragen. Nördlich grenzt das gleichfalls denkmalgeschützte Haus Reichenstraße 18 an.

## Architektur und Geschichte
Das zweigeschossige Fachwerkhaus entstand im Jahr 1701. Für den Baumeister wird das Signum LZM angegeben. Als Verzierungen finden sich am Fachwerk eine profilierte Schwelle, Pyramidenbalkenköpfe und Füllhölzer. In der Zeit um 1840 erfolgte ein Umbau des Hauses.